# Tuleariocaris neglecta
Tuleariocaris neglecta is een garnalensoort uit de familie van de Palaemonidae. De wetenschappelijke naam van de soort is voor het eerst geldig gepubliceerd in 1969 door Chace.